# Carex pendula
Carex pendula é uma espécie de planta com flor pertencente à família Cyperaceae. 
A autoridade científica da espécie é Huds., tendo sido publicada em Flora Anglica 352. 1762.
Os seus nomes comuns são carriço-dependurado ou palha-de-amarrar-vinha.

## Portugal
Trata-se de uma espécie presente no território português, nomeadamente em Portugal Continental, no Arquipélago dos Açores e no Arquipélago da Madeira.
Em termos de naturalidade é nativa nas três regiões atrás referidas.

## Protecção
Não se encontra protegida por legislação portuguesa ou da Comunidade Europeia.